# Sequenza degli stuzzicadenti

L'89-esimo passo della sequenza, uno dei passi in cui T(n)/n^{2} è vicino al suo minimo

In geometria, la sequenza degli stuzzicadenti è una sequenza di motivi bidimensionali che può essere formata aggiungendo ripetutamente segmenti di linea ("stuzzicadenti") al modello precedente nella sequenza.
La prima fase del design è un singolo "stuzzicadenti" o segmento di linea. Ogni fase dopo la prima è formata prendendo il disegno precedente e, per ogni estremità degli stuzzicadenti libera, posizionando un altro stuzzicadenti centrato ad angolo retto su quella estremità.
Questo processo si traduce in un modello di crescita in cui il numero di segmenti a ogni stadio n oscilla con un modello frattale compreso tra 0.45 n2 e 0.67 n2. Se T(n) denota il numero di segmenti allo stadio n, allora i valori di n per cui T(n)/n2 è vicino al suo massimo si verificano quando n è vicino a una potenza di due, mentre i valori per cui è vicino al suo minimo si verificano vicino a numeri che sono circa 1.43 volte una potenza di due. La struttura degli stadi nella sequenza di stuzzicadenti spesso assomiglia al frattale T-quadro, o alla disposizione delle cellule nell'automa cellulare di Ulam-Warburton.
Tutte le regioni delimitate circondate da stuzzicadenti nel modello, ma che non sono attraversate da stecchini, devono essere quadrate o rettangolari. È stato congetturato che ogni rettangolo aperto nello schema dello stuzzicadenti (ovvero un rettangolo completamente circondato da stuzzicadenti, ma che non ha stuzzicadenti che lo attraversano all'interno) ha lunghezze laterali e aree che sono potenze di 2, con una delle lunghezze laterali che è al più 2.